# سیارک ۲۲۶۹۲
سیارک ۲۲۶۹۲ (به انگلیسی: 22692 Carfrekahl، نامگذاری:1998QE99) بیست و دو هزار و ششصد و نود و دومین سیارک کشف شده‌است که در ۲۶ اوت ۱۹۹۸ کشف شد.
قدر مطلق سیارک برابر ۲۸.۲ است.